# Mistrovství světa v ledním hokeji 2004 (Kvalifikace Dálného východu)
Mistrovství světa v ledním hokeji 2004 (Kvalifikace Dálného východu) bylo sehráno 6. září 2003 v Tokiu v Japonsku. Vítězem se stalo Japonsko, které se kvalifikovalo na Mistrovství světa v ledním hokeji 2004.

## Zápas
Japonsko -  Jižní Korea 4:1 (1:1, 1:0, 2:0)
6. září 2003 - Tokio